# تام آسپینال
تام آسپینال (انگلیسی: Tom Aspinall؛ زادهٔ ۱۱ آوریل ۱۹۹۳) ورزشکار هنرهای رزمی ترکیبی اهل بریتانیا است. وی از سال ۲۰۱۴ میلادی تاکنون مشغول فعالیت بوده‌است.
او در حال حاضر در بخش سنگین وزن سازمان یواف‌سی رقابت می‌کند، جایی که او قهرمان فعلی سنگین وزن یواف‌سی است. از ۱ ژوئیه ۲۰۲۵، او در رتبه‌بندی پوند به پوند مردان یواف‌سی در رتبه نهم قرار دارد. آسپینال به خاطر توانایی تمام‌کنندگی‌اش شناخته می‌شود، او شش تا از هشت برد یواف‌سی خود را تا نیمه راند اول به پایان رسانده است و رکورد کوتاه‌ترین میانگین زمان مبارزه یواف‌سی را با دو دقیقه و دو ثانیه در اختیار دارد.